# 外陵穴
外陵穴是属于足陽明胃經的腧穴。

## 定位
臍中直下1寸（陰交穴），旁開2寸。或天樞穴直下1寸。

## 主治
腹痛、疝氣、痛經等。

## 操作
直刺1～1.5寸；可灸。